# 間宮聖士
間宮 聖士（まみや せいじ、1952年 - 2025年）は、日本の成年漫画家。大阪府出身。

## 経歴
高知県に育ち、高校1年生の時に学校に通う傍ら青柳裕介の自宅を訪ね、アシスタントを続ける。1972年に上京後、『劇画セレクト』（芸文社）でデビュー。10年以上連載された作品に「ビーナス白書」「けっぱれ亀太郎」等がある。
旧ペンネームは「間宮青児」で、アシスタントを務めた青柳裕介と、ファンだった宮谷一彦とで、「青柳と宮谷の間に生まれた子」に由来している。しかし、36歳の時霊能者や女房に「この名前は死ぬ」と言われ、その結果交通事故に合ってしまったため、それ以来神聖な意味を込めて現在のペンネームに改めている。
平成時代以降は、『漫画プラザ』『漫画ローレンス』などで作品を連載していた。ダーティ・松本のXによると、2025年4月下旬に死去したとのこと。

## 作品リスト

### 間宮青児名義
- 淫肉譜（サン出版、全6巻）
- 姦の旋律（久保書店、全1巻）

### 間宮聖士名義
- 人妻　誘惑の時間
- 石の中の影人形
- 妖しき死花
- けっぱれ亀太郎（漫画ローレンス、辰巳出版、全2巻（単行本未完））
- ビーナス白書（漫画プラザ、蒼竜社、全2巻（単行本未完））
- 淫獣学園（原作:蘭光生）
- 劇画・淫獣（原作:蘭光生）
- 半熟未亡人
- 人妻・舞子（原作:矢切隆之）
- 麗果燃ゆ（原作:矢切隆之）
- 冬美堕ちる
- 夢見子乱れる
- 奴隷牧場（全6巻）

1. 凌辱の儀式編
2. 肉体調教編
3. 母娘相姦編
4. 淫楽堕落編
5. 恋人凌辱編
6. 最後の聖戦編

- 調教士狂（全4巻）

1. 淑女性奴隷編
2. 女体改造調教編
3. 緊縛聖女淫虐編
4. 完結編

- 悦虐調教師-甘噛み三四郎-
- 人妻エッチざんまい
- 美人妻・脅迫されて
- 人妻恥辱の牝奴隷
- 奴隷妻れいか
- 劇画 19歳・淫虐の宴
- 貴婦人・淫唇蜜戯
- 女教師まどか
- 種男

ほか多数